# Jardins botaniques de Niévès
Les jardins botaniques de Niévès sont un ensemble de jardins situés à Pond Hill sur l'île de Niévès à Saint-Christophe-et-Niévès.

## Historique
Ils ont été créés par un couple originaire de Philadelphie, Joseph et Martha Murphy.

## Collections
Ils contiennent, outre des sculptures, des fontaines et la réplique d'une grande maison, de nombreux jardins : rosiers, vignes, cactus, arbres fruitiers, orchidées. La partie la plus remarquable est le conservatoire de la forêt tropicale humide, construit en imitation du conservatoire de Kew Gardens à Londres.
Les Jardins abritent des arbres remarquables, notamment le Poinciana ou Delonix regia nommée en l'honneur Philippe de Longvilliers de Poincy, premier gouverneur français de Saint-Christophe. Il existe plus de 100 variétés de palmiers.